# Ibrahima Koné (football, 1999)
Pour les articles homonymes, voir Ibrahima Koné et Koné.
Ibrahima Koné, né le 16 juin 1999 à Bamako au Mali, est un footballeur international malien qui évolue au poste d'avant-centre à l'UD Almería.

## Biographie

### Carrière en club
Né à Bamako au Mali, Ibrahima Koné est formé par le club local du Club Olympique de Bamako. Le 9 février 2018 il rejoint le club norvégien du FK Haugesund.
Il fait ses débuts en Eliteserien, la première division norvégienne le 11 mars 2018 à l'occasion de la première journée de la saison 2018, sur la pelouse de l'Odds BK (victoire 1-2 à l'extérieur). Le 5 août 2018, il inscrit son premier but pour le club dans ce championnat, sur la pelouse du Tromsø IL (victoire du FK Haugesund 1-2 à l'extérieur).
Le 14 juillet 2019, Koné réalise son premier doublé pour le FK Haugesund, lors d'une rencontre de championnat face au Tromsø IL. Il participe ainsi à la victoire de son équipe par cinq buts à un.
Le 10 janvier 2021, Ibrahima Koné s'engage en faveur du Sarpsborg 08 FF.
Les prestations de celui qui est surnommé le « Lukaku du Mali » avec Sarpsborg attirent plusieurs clubs belges à l'été 2021 mais il reste finalement dans son club. Le 29 août 2021, il se met en évidence en étant l'auteur d'un quadruplé en championnat, lors de la réception du Sandefjord Fotball, permettant à son équipe de l'emporter sur le large score de 5-0. Il inscrit un total de onze buts en championnat lors de la saison 2021.
Le 31 janvier 2022, Ibrahima Koné signe un contrat de quatre ans et demi avec le FC Lorient. Il marque dès sa première apparition sous ses nouvelles couleurs, sur son premier ballon, lors de la réception du RC Lens en Ligue 1 le 6 février 2022. Il contribue ainsi à la victoire de son équipe par deux buts à zéro. Koné participe au maintien du FC Lorient en première division.
Le 16 août 2023, Ibrahima Koné signe un contrat de cinq ans avec l'UD Almería en Espagne.
Koné joue son premier match pour Almería le 19 août 2023, lors d'une rencontre de Liga face au Real Madrid. Il entre en jeu à la place de Largie Ramazani et son équipe est battue par trois buts à un.

### En sélection
Avec les moins de 20 ans, il participe à la Coupe d'Afrique des nations des moins de 20 ans en 2017. Lors de cette compétition organisée en Zambie, il joue trois matchs. Avec un bilan d'un nul et deux défaites, le Mali est éliminé dès le premier tour. Il dispute ensuite la Coupe du monde des moins de 20 ans en 2019. Lors du mondial junior qui se déroule en Pologne, il prend part à quatre matchs. Il se met en évidence en marquant un but contre l'Arabie saoudite en phase de poule, puis en délivrant une passe décisive lors du quart de finale perdu face à l'Italie.
Avec les moins de 23 ans, il participe à la Coupe d'Afrique des nations des moins de 23 ans en 2019. Lors de cette compétition organisée en Égypte, il joue trois matchs. Avec un bilan catastrophique de trois défaites en trois matchs, quatre buts encaissés et zéro buts marqués, le Mali est éliminé dès le premier tour.
Le 22 juillet 2017, il honore sa première sélection avec l'équipe nationale du Mali, contre la Gambie. Il se met en évidence en inscrivant trois buts, permettant au Mali de s'imposer sur le score de 4-0.
Le 7 octobre 2021, il récidive en étant l'auteur d'un triplé contre le Kenya. Ce match gagné sur le large score de 5-0 rentre dans le cadre des éliminatoires du mondial 2022.
En décembre 2021, Koné est retenu par le sélectionneur Mohamed Magassouba pour participer à la coupe d'Afrique des nations,.

## Statistiques

### Statistiques détaillées
| Saison                | Club                   | Championnat           | Championnat | Championnat | Championnat | Coupe(s) nationale(s) | Coupe(s) nationale(s) | Coupe(s) nationale(s) | Compétition(s) continentale(s) | Compétition(s) continentale(s) | Compétition(s) continentale(s) | Compétition(s) continentale(s) | Total | Total | Total |
| Saison                | Club                   | Division              | M.          | B.          | P.d.        | M.                    | B.                    | P.d.                  | Comp.                          | M.                             | B.                             | P.d.                           | M.    | B.    | P.d.  |
| 2018                  | FK Haugesund           | Eliteserien           | 22          | 1           | 2           | 5                     | 1                     | 0                     | -                              | -                              | -                              | -                              | 27    | 2     | 2     |
| 2019                  | FK Haugesund           | Eliteserien           | 16          | 5           | 1           | 5                     | 2                     | 0                     | C3                             | 6                              | 1                              | 0                              | 27    | 8     | 1     |
| 2020                  | FK Haugesund           | Eliteserien           | 10          | 2           | 0           | -                     | -                     | -                     | -                              | -                              | -                              | -                              | 10    | 2     | 0     |
| Sous-total            | Sous-total             | Sous-total            | 48          | 8           | 3           | 10                    | 3                     | 0                     | -                              | 6                              | 1                              | 0                              | 64    | 12    | 3     |
| 2019-2020             | Adana Demirspor (prêt) | 1.Lig                 | 5           | 0           | 0           | -                     | -                     | -                     | -                              | -                              | -                              | -                              | 5     | 0     | 0     |
| 2021                  | Sarpsborg 08 FF        | Eliteserien           | 28          | 11          | 3           | 2                     | 0                     | 2                     | -                              | -                              | -                              | -                              | 30    | 11    | 5     |
| 2021-2022             | FC Lorient             | Ligue 1               | 16          | 5           | 1           | -                     | -                     | -                     | -                              | -                              | -                              | -                              | 16    | 5     | 1     |
| 2022-2023             | FC Lorient             | Ligue 1               | 37          | 7           | 1           | 3                     | 2                     | 0                     | -                              | -                              | -                              | -                              | 40    | 9     | 1     |
| 2023-2024             | FC Lorient             | Ligue 1               | 1           | 0           | 0           | -                     | -                     | -                     | -                              | -                              | -                              | -                              | 1     | 0     | 0     |
| Sous-total            | Sous-total             | Sous-total            | 54          | 12          | 2           | 3                     | 2                     | 0                     | -                              | 0                              | 0                              | 0                              | 57    | 14    | 2     |
| 2023-2024             | UD Almería             | LaLiga                | 9           | 0           | 0           | -                     | -                     | -                     | -                              | -                              | -                              | -                              | 9     | 0     | 0     |
| 2024-2025             | Al-Okhdoud (prêt)      | Saudi Pro League      | 14          | 3           | 1           | 1                     | 0                     | 0                     | -                              | -                              | -                              | -                              | 15    | 3     | 1     |
| Total sur la carrière | Total sur la carrière  | Total sur la carrière | 158         | 34          | 9           | 16                    | 5                     | 2                     | -                              | 6                              | 1                              | 0                              | 180   | 40    | 11    |

### En sélection nationale
| Saison                | Sélection             | Phases finales        | Phases finales | Phases finales | Phases finales | Éliminatoires | Éliminatoires | Éliminatoires | Matchs amicaux | Matchs amicaux | Matchs amicaux | Total | Total | Total |
| Saison                | Sélection             | Compétition           | M              | B              | Pd             | M             | B             | Pd            | M              | B              | Pd             | M     | B     | Pd    |
| --------------------- | --------------------- | --------------------- | -------------- | -------------- | -------------- | ------------- | ------------- | ------------- | -------------- | -------------- | -------------- | ----- | ----- | ----- |
| 2017-2018             | Mali                  | CHAN 2018             | 1              | 3              | 0              | -             | -             | -             | -              | -              | -              | 1     | 3     | 0     |
| 2021-2022             | Mali                  | CAN 2021              | 4              | 3              | 0              | 9             | 5             | 1             | -              | -              | -              | 13    | 8     | 1     |
| 2022-2023             | Mali                  | -                     | -              | -              | -              | 1             | 1             | 0             | 1              | 0              | 0              | 2     | 1     | 0     |
| 2023-2024             | Mali                  | -                     | -              | -              | -              | 1             | 1             | 0             | 2              | 0              | 0              | 3     | 1     | 0     |
| 2024-2025             | Mali                  | -                     | -              | -              | -              | 3             | 0             | 0             | -              | -              | -              | 3     | 0     | 0     |
| Total sur la carrière | Total sur la carrière | Total sur la carrière | 5              | 6              | 0              | 14            | 7             | 1             | 3              | 0              | 0              | 22    | 13    | 1     |

### Liste des matchs internationaux
| Matchs internationaux de Ibrahima Koné | Matchs internationaux de Ibrahima Koné | Matchs internationaux de Ibrahima Koné                          | Matchs internationaux de Ibrahima Koné | Matchs internationaux de Ibrahima Koné | Matchs internationaux de Ibrahima Koné  | Matchs internationaux de Ibrahima Koné                               |
|                                        | Date                                   | Lieu                                                            | Adversaire                             | Résultats                              | Compétitions                            | Notes                                                                |
| -------------------------------------- | -------------------------------------- | --------------------------------------------------------------- | -------------------------------------- | -------------------------------------- | --------------------------------------- | -------------------------------------------------------------------- |
| 1.                                     | 22 juillet 2017                        | Stade omnisports Modibo-Keïta, Bamako, Mali                     | Gambie                                 | 4 - 0                                  | CHAN 2018                               | Titulaire.                                                           |
| 2.                                     | 1er septembre 2021                     | Stade Adrar, Agadir, Maroc                                      | Rwanda                                 | 1 - 0                                  | Éliminatoires de la Coupe du monde 2022 | Titulaire et remplacé par Mahamadou Doucouré à la 65e minute de jeu. |
| 3.                                     | 6 septembre 2021                       | St Mary's Stadium, Kampala, Ouganda                             | Ouganda                                | 0 - 0                                  | Éliminatoires de la Coupe du monde 2022 | Titulaire et remplacé par Hamidou Sinayoko à la 86e minute de jeu.   |
| 4.                                     | 7 octobre 2021                         | Stade Adrar, Agadir, Maroc                                      | Kenya                                  | 5 - 0                                  | Éliminatoires de la Coupe du monde 2022 | Titulaire et remplacé par El Bilal Touré à la 62e minute de jeu.     |
| 5.                                     | 10 octobre 2021                        | Nyayo National Stadium, Nairobi, Kenya                          | Kenya                                  | 0 - 1                                  | Éliminatoires de la Coupe du monde 2022 | Titulaire et remplacé par El Bilal Touré à la 68e minute de jeu.     |
| 6.                                     | 11 novembre 2021                       | Kigali Pelé Stadium, Kigali, Rwanda                             | Rwanda                                 | 0 - 3                                  | Éliminatoires de la Coupe du monde 2022 | Titulaire et remplacé par Kalifa Coulibaly à la 62e minute de jeu.   |
| 7.                                     | 12 janvier 2022                        | Stade de Limbé, Limbé, Cameroun                                 | Tunisie                                | 0 - 1                                  | CAN 2021                                | Titulaire et remplacé par Kalifa Coulibaly à la 73e minute de jeu.   |
| 8.                                     | 16 janvier 2022                        | Stade de Limbé, Limbé, Cameroun                                 | Gambie                                 | 1 - 1                                  | CAN 2021                                | Titulaire.                                                           |
| 9.                                     | 20 janvier 2022                        | Complexe multisports de Japoma, Douala, Cameroun                | Mauritanie                             | 2 - 0                                  | CAN 2021                                | Titulaire et remplacé par Kalifa Coulibaly à la 75e minute de jeu.   |
| 10.                                    | 26 janvier 2022                        | Stade de Limbé, Limbé, Cameroun                                 | Guinée équatoriale                     | 0 - 0 (5-6)                            | CAN 2021                                | Titulaire et remplacé par El Bilal Touré à la 84e minute de jeu.     |
| 11.                                    | 25 mars 2022                           | Stade du 26-Mars, Bamako, Mali                                  | Tunisie                                | 0 - 1                                  | Éliminatoires de la Coupe du monde 2022 | Titulaire et remplacé par Adama Traoré à la 46e minute de jeu.       |
| 12.                                    | 29 mars 2022                           | Stade olympique de Radès, Radès, Tunisie                        | Tunisie                                | 0 - 0                                  | Éliminatoires de la Coupe du monde 2022 | Rentre en jeu à la 73e minute à la place de Abdoulaye Diaby.         |
| 13.                                    | 4 juin 2022                            | Stade du 26-Mars, Bamako, Mali                                  | Congo                                  | 4 - 0                                  | Éliminatoires de la CAN 2023            | Titulaire et remplacé par Kalifa Coulibaly à la 35e minute.          |
| 14.                                    | 9 juin 2022                            | St Mary's Stadium, Kampala, Ouganda                             | Soudan du Sud                          | 1 - 3                                  | Éliminatoires de la CAN 2023            | Rentre en jeu à la 60e minute à la place de Kalifa Coulibaly.        |
| 15.                                    | 16 novembre 2022                       | Stade Miloud-Hadefi, Oran, Algérie                              | Algérie                                | 1 - 1                                  | Match amical                            | Titulaire et remplacé par Aboubacar Diarra à la 79e minute.          |
| 16.                                    | 18 juin 2023                           | Stade Alphonse-Massamba-Débat, Brazzaville, République du Congo | Congo                                  | 0 - 2                                  | Éliminatoires de la CAN 2023            | Titulaire et remplacé par Moussa Doumbia à la 81e minute.            |
| 17.                                    | 8 septembre 2023                       | Stade du 26-Mars, Bamako, Mali                                  | Soudan du Sud                          | 4 - 0                                  | Éliminatoires de la CAN 2023            | Titulaire et remplacé par Lassine Sinayoko à la 78e minute.          |
| 18.                                    | 12 septembre 2023                      | Stade Alassane-Ouattara, Abidjan, Côte d'Ivoire                 | Côte d'Ivoire                          | 0 - 0                                  | Match amical                            | Titulaire.                                                           |
| 19.                                    | 13 octobre 2023                        | Stade du 26-Mars, Bamako, Mali                                  | Ouganda                                | 1 - 0                                  | Match amical                            | Titulaire et remplacé par Lassine Sinayoko à la 30e minute.          |
| 20.                                    | 15 novembre 2024                       | Stade national de Maputo, Maputo, Mozambique                    | Mozambique                             | 0 - 1                                  | Éliminatoires de la CAN 2025            | Rentre en jeu à la 78e minute à la place de El Bilal Touré.          |
| 21.                                    | 19 novembre 2024                       | Stade du 26-Mars, Bamako, Mali                                  | Eswatini                               | 6 - 0                                  | Éliminatoires de la CAN 2025            | Titulaire et remplacé par Mamadou Doumbia à la 63e minute.           |
| 22.                                    | 20 mars 2025                           | Stade municipal de Berkane, Berkane, Maroc                      | Comores                                | 0 - 3                                  | Éliminatoires de la Coupe du monde 2026 | Rentre en jeu à la 72e minute à la place de El Bilal Touré.          |

### Buts internationaux
| Buts internationaux de Ibrahima Koné | Buts internationaux de Ibrahima Koné | Buts internationaux de Ibrahima Koné                            | Buts internationaux de Ibrahima Koné | Buts internationaux de Ibrahima Koné | Buts internationaux de Ibrahima Koné | Buts internationaux de Ibrahima Koné    |
|                                      | Date                                 | Lieu                                                            | Adversaire                           | Score                                | Résultats                            | Compétitions                            |
| ------------------------------------ | ------------------------------------ | --------------------------------------------------------------- | ------------------------------------ | ------------------------------------ | ------------------------------------ | --------------------------------------- |
| 1                                    | 22 juillet 2017                      | Stade omnisports Modibo-Keïta, Bamako, Mali                     | Gambie                               | 2 - 0                                | 4 - 0                                | CHAN 2018                               |
| 2                                    | 22 juillet 2017                      | Stade omnisports Modibo-Keïta, Bamako, Mali                     | Gambie                               | 3 - 0                                | 4 - 0                                | CHAN 2018                               |
| 3                                    | 22 juillet 2017                      | Stade omnisports Modibo-Keïta, Bamako, Mali                     | Gambie                               | 4 - 0                                | 4 - 0                                | CHAN 2018                               |
| 4                                    | 7 octobre 2021                       | Stade Adrar, Agadir, Maroc                                      | Kenya                                | 2 - 0                                | 5 - 0                                | Éliminatoires de la Coupe du monde 2022 |
| 5                                    | 7 octobre 2021                       | Stade Adrar, Agadir, Maroc                                      | Kenya                                | 3 - 0                                | 5 - 0                                | Éliminatoires de la Coupe du monde 2022 |
| 6                                    | 7 octobre 2021                       | Stade Adrar, Agadir, Maroc                                      | Kenya                                | 4 - 0                                | 5 - 0                                | Éliminatoires de la Coupe du monde 2022 |
| 7                                    | 10 octobre 2021                      | Nyayo National Stadium, Nairobi, Kenya                          | Kenya                                | 0 - 1                                | 0 - 1                                | Éliminatoires de la Coupe du monde 2022 |
| 8                                    | 11 novembre 2021                     | Stade Régional de Nyamirambo, Kigali, Rwanda                    | Rwanda                               | 0 - 2                                | 0 - 3                                | Éliminatoires de la Coupe du monde 2022 |
| 9                                    | 12 janvier 2022                      | Stade de Limbé, Limbé, Cameroun                                 | Tunisie                              | 0 - 1                                | 0 - 1                                | CAN 2021                                |
| 10                                   | 16 janvier 2022                      | Stade de Limbé, Limbé, Cameroun                                 | Gambie                               | 0 - 1                                | 1 - 1                                | CAN 2021                                |
| 11                                   | 20 janvier 2022                      | Complexe multisports de Japoma, Japoma, Cameroun                | Mauritanie                           | 2 - 0                                | 2 - 0                                | CAN 2021                                |
| 12                                   | 18 juin 2023                         | Stade Alphonse-Massamba-Débat, Brazzaville, République du Congo | Congo                                | 0 - 1                                | 0 - 2                                | Éliminatoires de la CAN 2023            |
| 13                                   | 8 septembre 2023                     | Stade du 26-Mars, Bamako, Mali                                  | Soudan du Sud                        | 1 - 0                                | 4 - 0                                | Éliminatoires de la CAN 2023            |